# Halmø
Halmø ist eine seit Ende der 1970er Jahre unbewohnte 45,3 Hektar große dänische Insel in der „Dänischen Südsee“ nördlich der Gemeinde Ommel auf Ærø gelegen. Die Insel gehört zur Kirchspielsgemeinde (dän.: Sogn) Marstal Sogn in der Harde Ærø Herred, die während der Zugehörigkeit Ærøs zum Herzogtum Schleswig zum Nordborg Amt gehörte, nach der Abtretung Ærøs an das Königreich Dänemark mit dem Wiener Frieden von 1864 zum damaligen Svendborg Amt. Mit der Abschaffung der Hardenstruktur mit der dänischen Kommunalreform 1970 wurde die Insel Teil der Marstal Kommune im damaligen Fyns Amt, die zum 1. Januar 2006 (also ein Jahr vor der Kommunalreform zum 1. Januar 2007) in der Ærø Kommune aufging, die seit 2007 zur Region Syddanmark gehört.